# Bargyag
A Bargyag (másik nevén Bargyag-hegy) 489 méteres magasságban fekvő hegycsúcs, amely Magyarországon, a Kelet-Mecsek területén, Tolna vármegye és Baranya vármegye határának közelében található. A csúcs Farkas-ároktól és a Hidegoldaltól északra, a Kandinától és a Nagy-ároktól délre, valamint Kisújbánya, Máza, Óbánya és Váralja települések között helyezkedik el. A hegy lábánál fekszik a Kalán Miska kútja, amelynek forrása a kövek repedéseiből csordogál.
A hegycsúcs magyar elnevezése egy minden bizonnyal a honfoglalás előtt keletkezett, óegyházi szláv eredetű szóból származik, amely zászlót jelent. Ez valószínűleg arra utalhatott, hogy egy időben a hegy valamikor valamilyen okból fontos stratégiai pontnak számíthatott. A Bargyagon kívül számos közeli helynév rendelkezik hasonló szóetimológiával – többek között Máza, a Kandina, a Nelázs és a Tankó helyek neveit is ószláv eredetűnek tartják.